# Zaouiat Sidi Abdessalam
 (janvier 2024).
La mise en forme du texte ne suit pas les recommandations de Wikipédia : il faut le « wikifier ».
Les points d'amélioration suivants sont les cas les plus fréquents. Le détail des points à revoir est peut-être précisé sur la page de discussion.
- Les titres sont pré-formatés par le logiciel. Ils ne sont ni en capitales, ni en gras.
- Le texte ne doit pas être écrit en capitales (les noms de famille non plus), ni en gras, ni en italique, ni en « petit »…
- Le gras n'est utilisé que pour surligner le titre de l'article dans l'introduction, une seule fois.
- L'italique est rarement utilisé : mots en langue étrangère, titres d'œuvres, noms de bateaux, etc.
- Les citations ne sont pas en italique mais en corps de texte normal. Elles sont entourées par des guillemets français : « et ».
- Les listes à puces sont à éviter, des paragraphes rédigés étant largement préférés. Les tableaux sont à réserver à la présentation de données structurées (résultats, etc.).
- Les appels de note de bas de page (petits chiffres en exposant, introduits par l'outil «  Source ») sont à placer entre la fin de phrase et le point final[comme ça].
- Les liens internes (vers d'autres articles de Wikipédia) sont à choisir avec parcimonie. Créez des liens vers des articles approfondissant le sujet. Les termes génériques sans rapport avec le sujet sont à éviter, ainsi que les répétitions de liens vers un même terme.
- Les liens externes sont à placer uniquement dans une section « Liens externes », à la fin de l'article. Ces liens sont à choisir avec parcimonie suivant les règles définies. Si un lien sert de source à l'article, son insertion dans le texte est à faire par les notes de bas de page.
- La présentation des références doit suivre les conventions bibliographiques. Il est recommandé d'utiliser les modèles {{Ouvrage}}, {{Chapitre}}, {{Article}}, {{Lien web}} et/ou {{Bibliographie}}. Le mode d'édition visuel peut mettre en forme automatiquement les références.
- Insérer une infobox (cadre d'informations à droite) n'est pas obligatoire pour parachever la mise en page.

Pour une aide détaillée, merci de consulter Aide:Wikification.
Si vous pensez que ces points ont été résolus, vous pouvez retirer ce bandeau et améliorer la mise en forme d'un autre article.

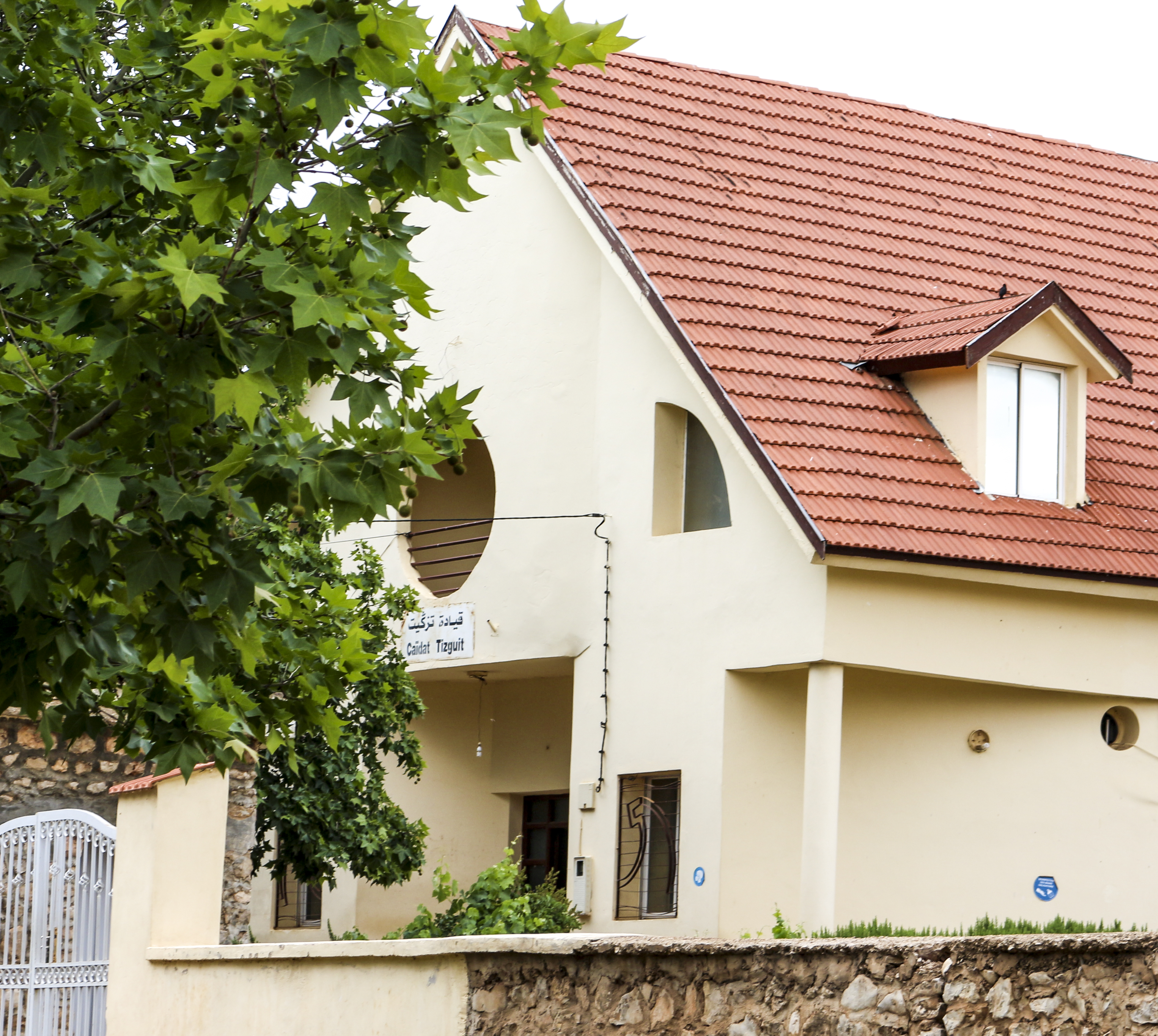
Image 1

Zaouiat Sidi Abdessalam est un centre rural situé dans la communauté de Tizguit, province d'Ifrane, région de Fès-Meknès au Royaume du Maroc.
Elle appartient au cheikhdom de Zaouiat Sidi Abdessalam, qui comprend un seul douar. Sa population est estimée à 1 433 personnes, selon recensement Général de la Population et de l'Habitat de 2014.

## Géographie
Le douar est situé dans une terre montagneuse du Moyen Atlas, à 9 km de la ville d'Ifrane, en passant par le parc Ain Vittel.

## Étymologie
La dénomination du Douar est dérivée du nom du marabout Sidi Abdessalam bin Muhammad al-Yaacoubi al-Wallani qui a son sanctuaire au même Douar à une altitude allant jusqu'à 1 500 mètres, après son installation dans la région venant du sud-est du Maroc. En plus de l'ancien Douar un projet de lotissement résidentiel a été lancé au nom de "jardins de vittel".

## Population
La population de Zaouiat Sidi Abdessalam était estimée à 1 433 personnes, selon le Recensement général de la population et de l'habitat de 2014 . Le taux d'analphabétisme au Douar est de 43,1 % et le taux de chômage est de 15,2 %. Le nombre de familles dans le Douar est de 330. 70% des familles sont desservies en électricité, 67,9% des familles sont desservies en eau potable via le réseau public et 61,2% des familles ont un réseau d’égoûts.

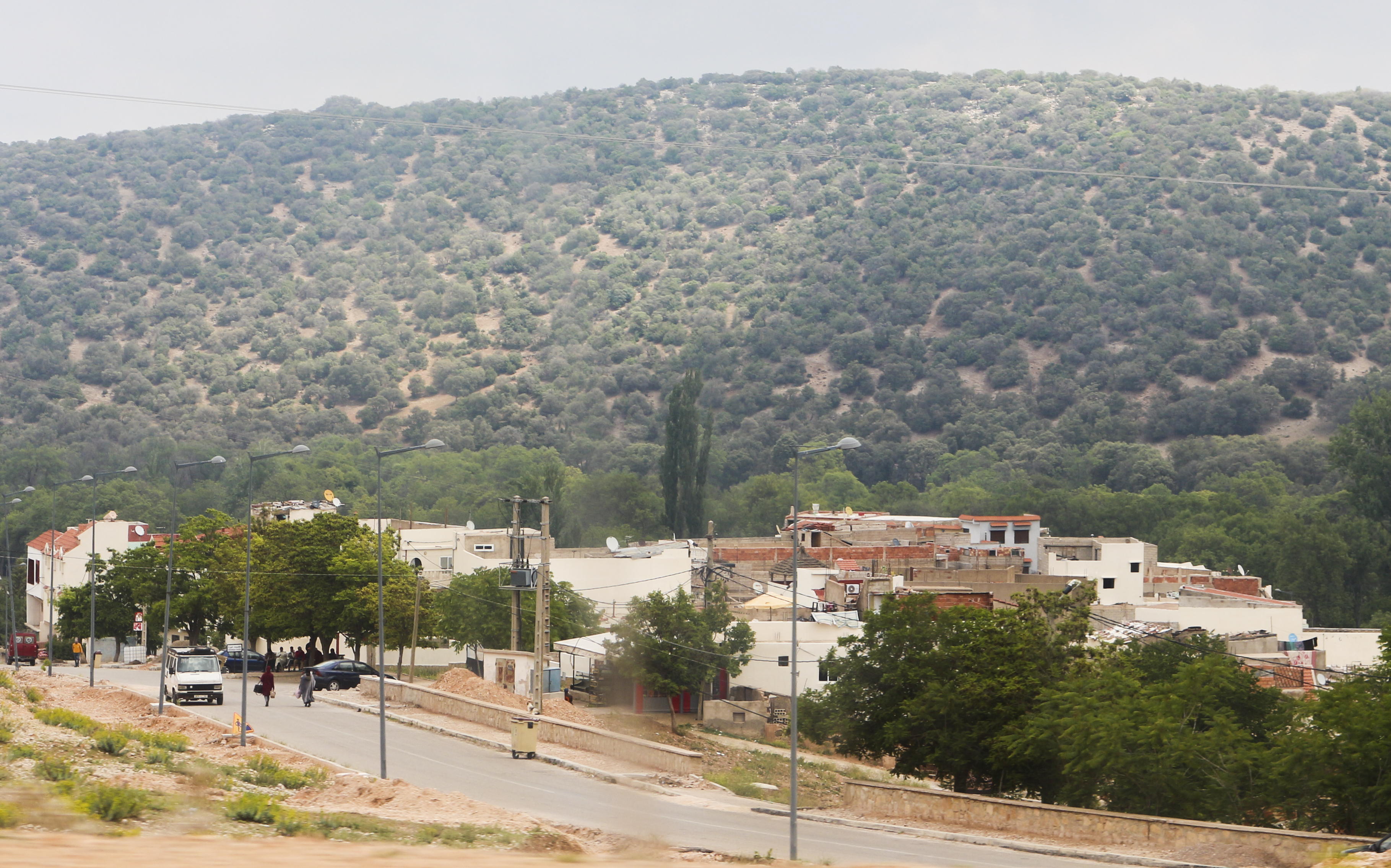
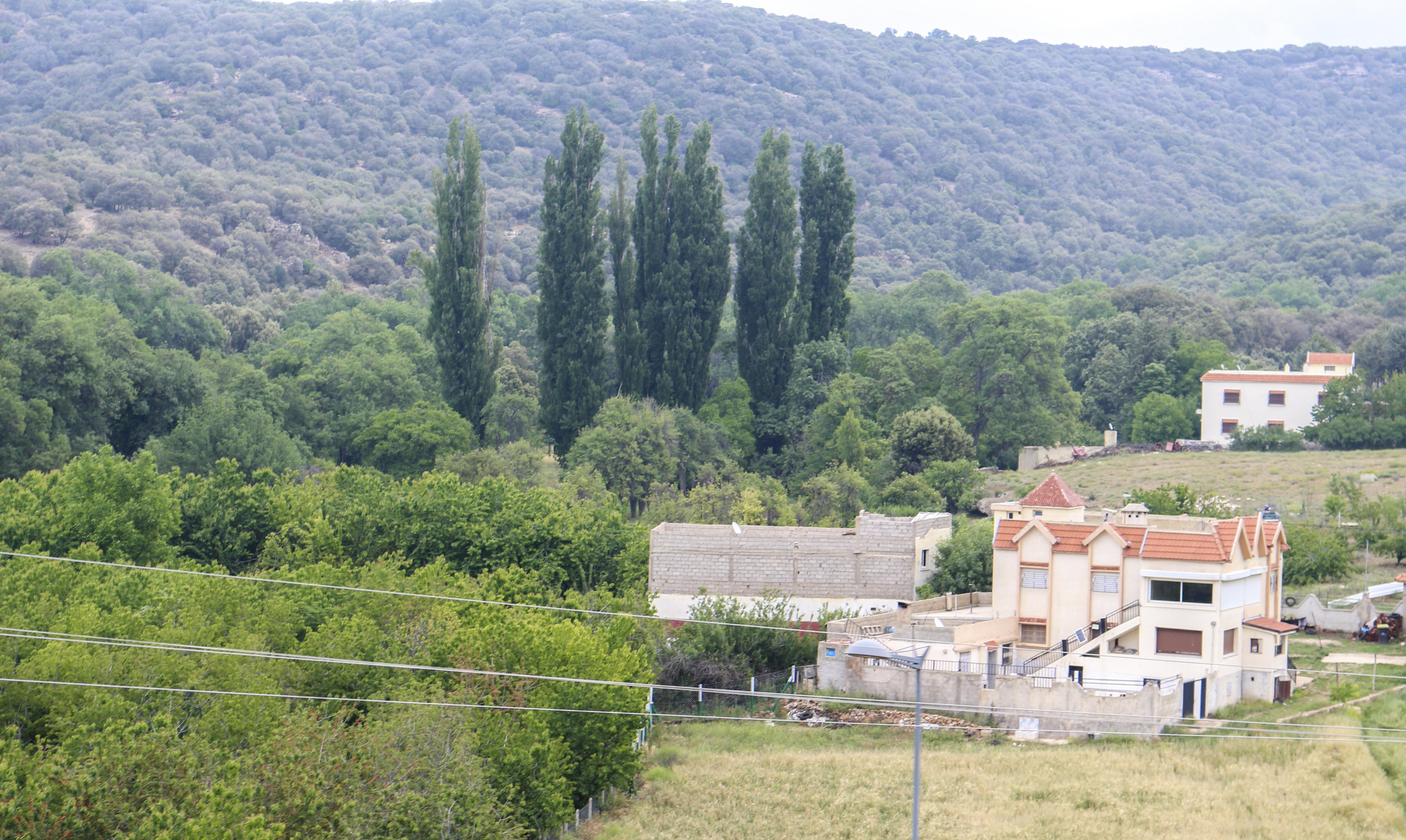
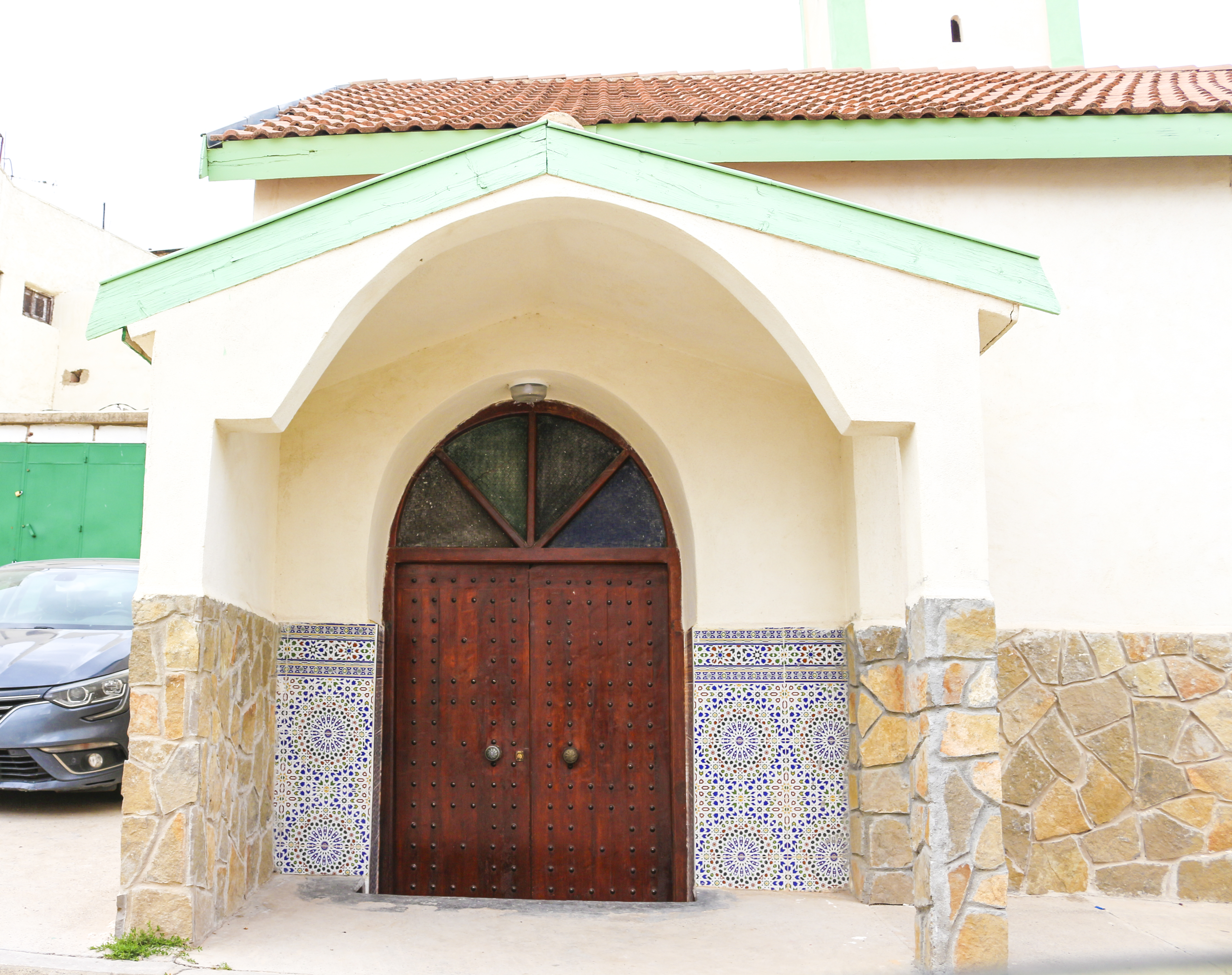
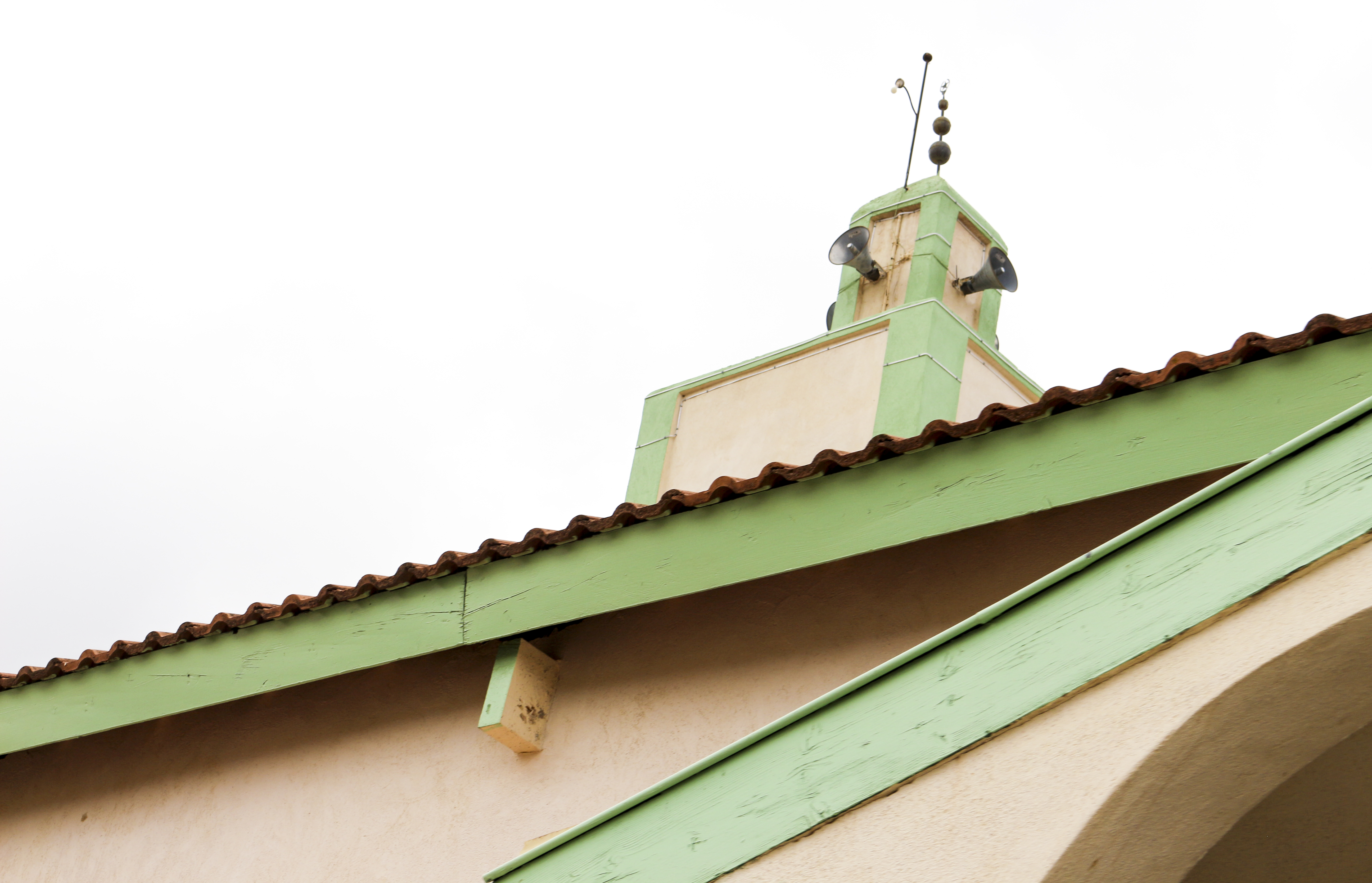
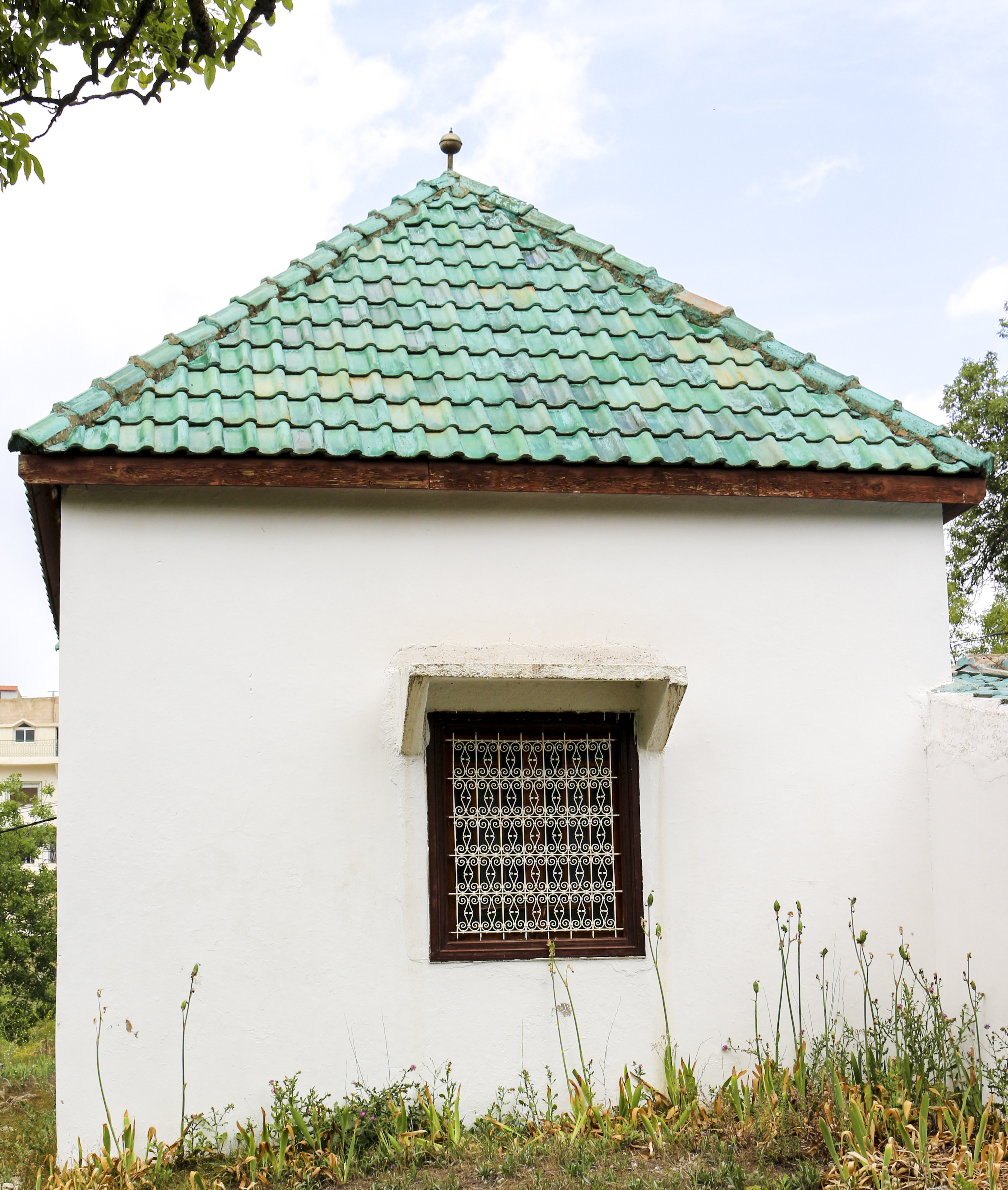
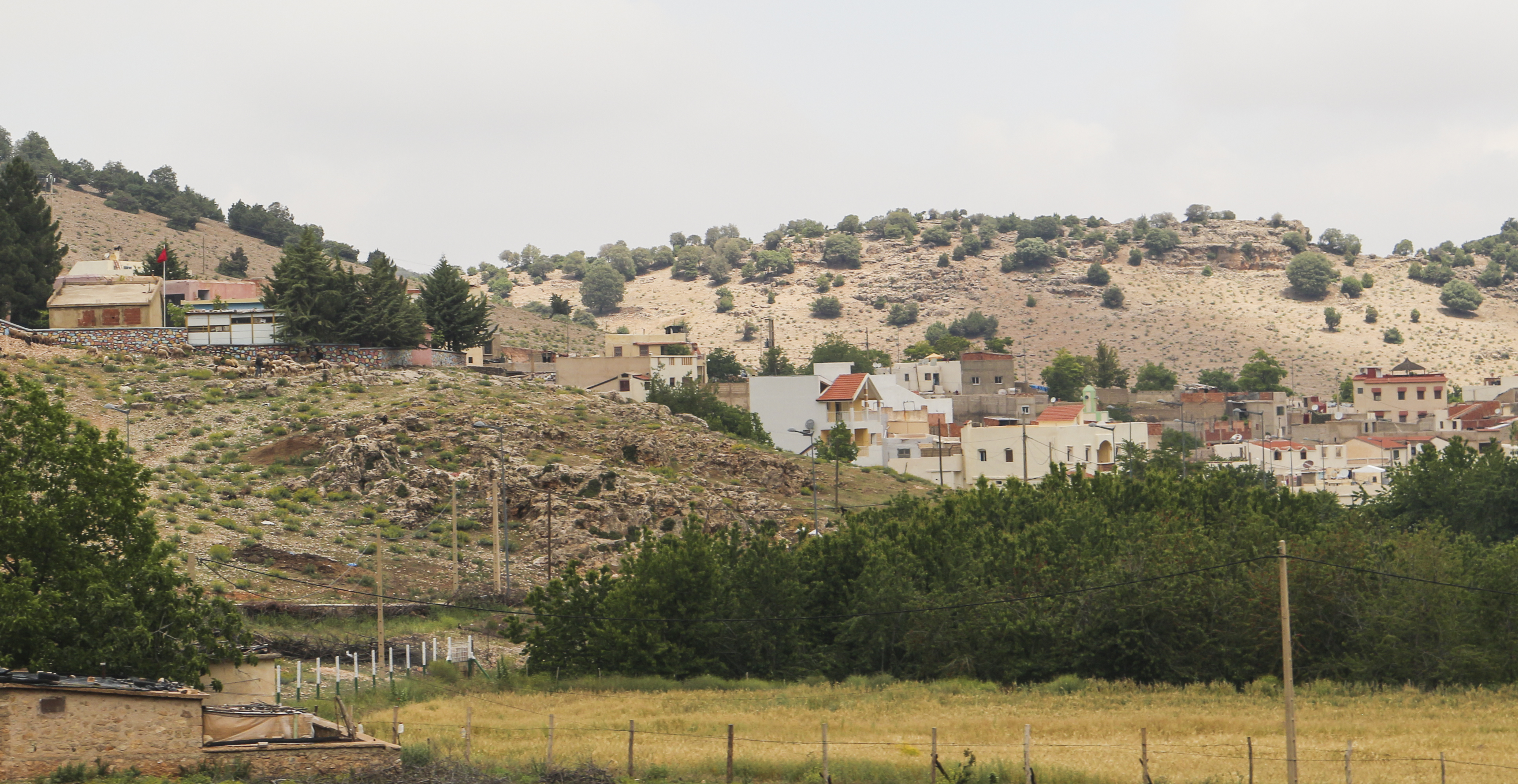
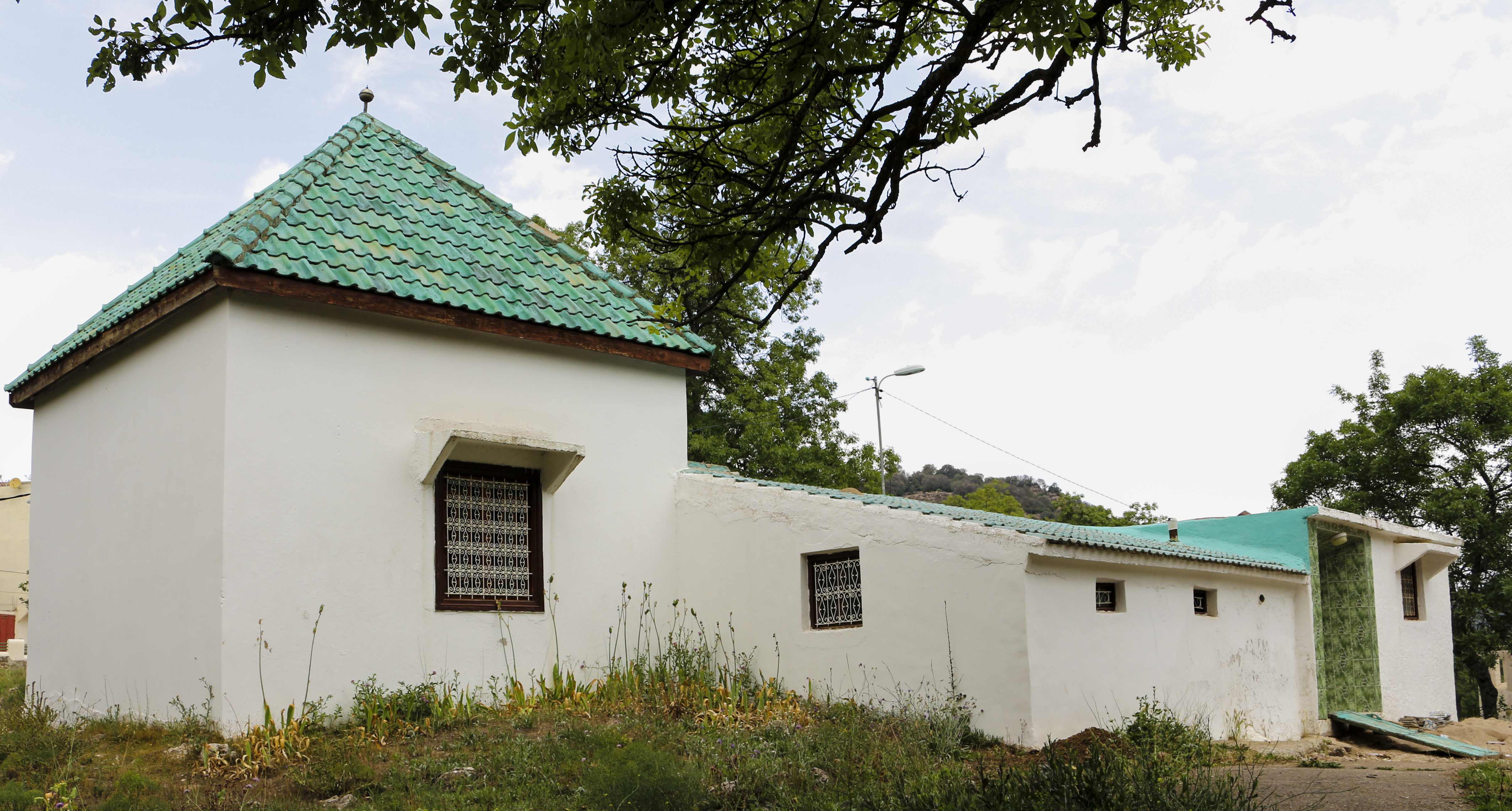
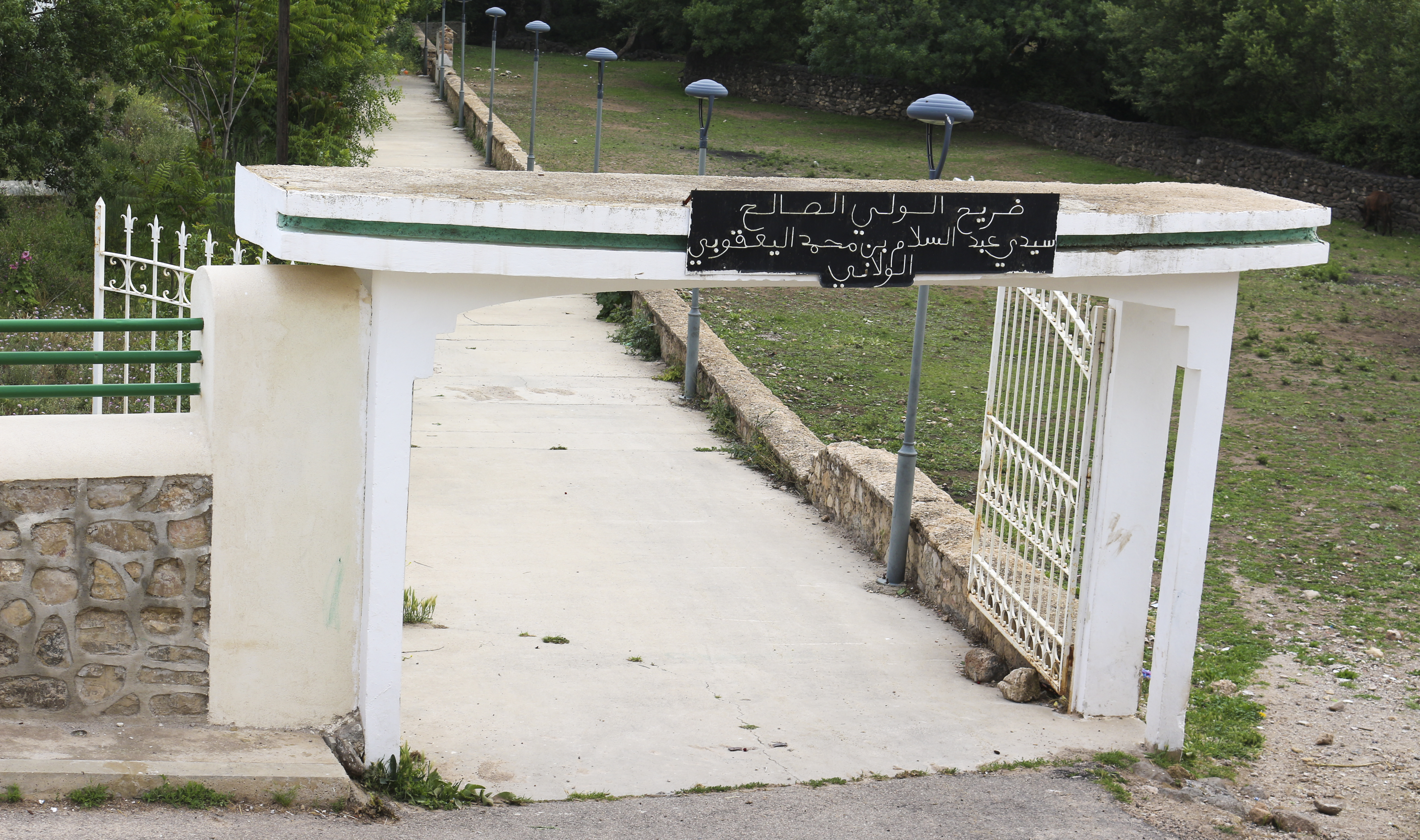